# Superkondensator

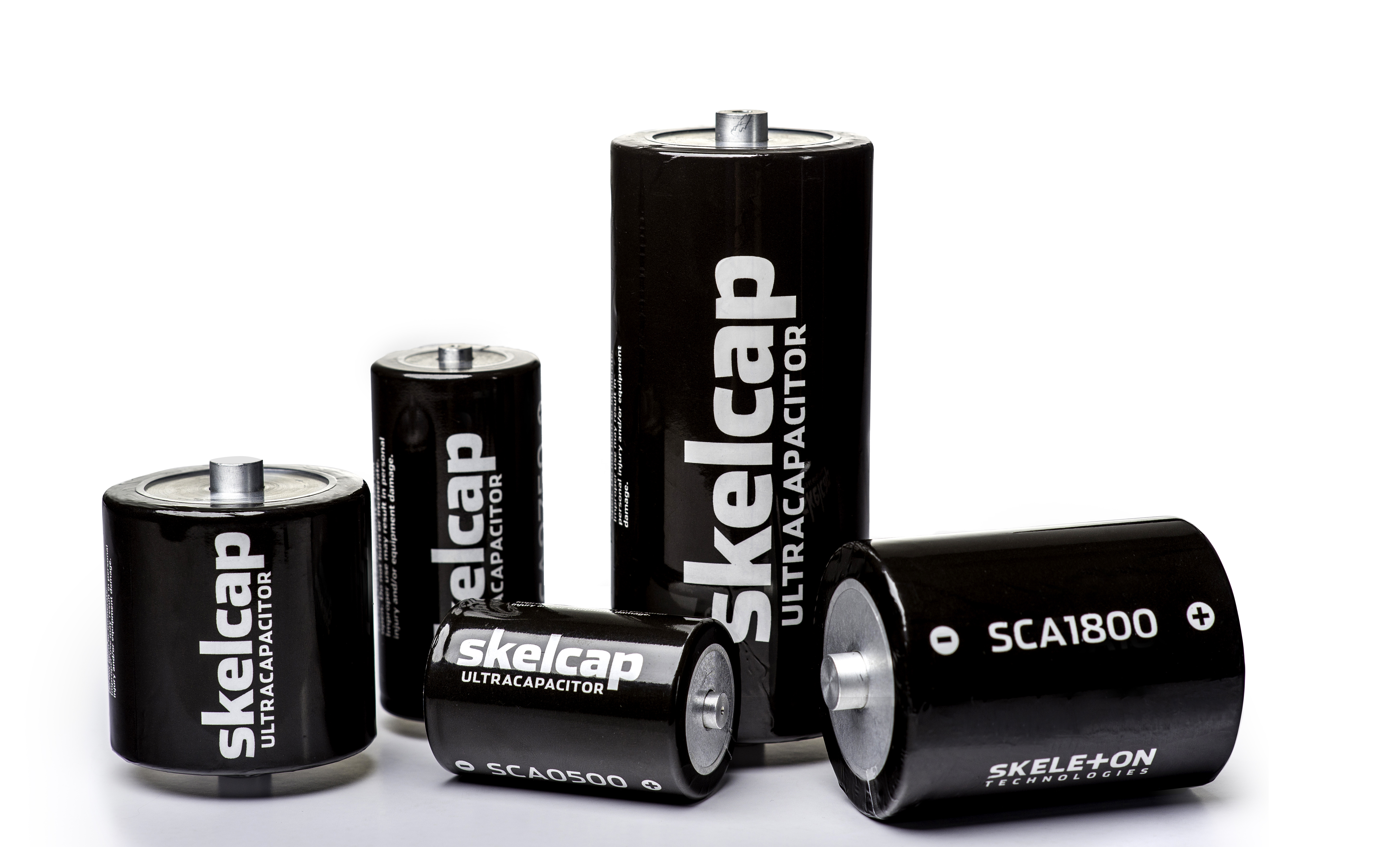
Superkondensatory

Klasyfikacja superkondensatorów

Wykres Ragone’a pokazujący gęstość energii w funkcji gęstości mocy dla różnych urządzeń

Schematyczne porównanie budowy kondensatorów: z lewej – „normalny” kondensator, środkowy – elektrolityczny, z prawej – superkondensator

Superkondensator lub ultrakondensator – rodzaj kondensatora elektrolitycznego o specyficznej konstrukcji, który wykazuje niezwykle dużą pojemność elektryczną (rzędu kilku tysięcy faradów), w porównaniu z klasycznymi kondensatorami elektrolitycznymi dużej pojemności, lecz przy napięciu pracy 2-3 V (typowo 2,7 V).
Największą zaletą superkondensatorów jest bardzo krótki czas ładowania i rozładowania w porównaniu z innymi urządzeniami do przechowywania energii (np. akumulatorami). Pozwala to na uzyskanie mocy zasilania dochodzącej do 10 kW na kilogram masy kondensatora.
Zależnie od rodzaju elektrod, superkondensatory dzielą się na trzy grupy:
- kondensatory elektrochemiczne z podwójną warstwą Helmholtza[2] – z elektrodami węglowymi lub pochodnymi z dużo większą pojemnością niż elektrochemiczne kondensatory pseudopojemnościowe;
- kondensatory pseudopojemnościowe – z tlenkami metali lub polimerowymi elektrodami przewodzącymi;
- kondensatory hybrydowe – kondensatory z asymetrycznymi elektrodami, jedna z nich wykazuje większą pojemność elektrostatyczną a druga większą pojemność elektrochemiczną np. kondensator litowo-jonowy.

## Historia
Rozwój poszczególnych elementów superkondensatorów
Na początku lat 50 XX wieku inżynierowie spółki General Electric rozpoczęli eksperymenty wykorzystując elektrody zbudowane z porowatego węgla aktywnego dla ogniw paliwowych oraz baterii elektrycznych. Węgiel aktywny jest przewodnikiem elektrycznym, który charakteryzuje się porowatą, „gąbczastą” strukturą z wysoce rozwiniętą powierzchnią właściwą. W roku 1957 H.Becker rozwinął „niskonapięciowe elektrolityczne kondensatory z elektrodami porowato-węglowymi”. Przypuszczał, że energia była w nich gromadzona jako wsad w porach węglowych, podobnie jak ma to miejsce w wytrawionej folii kondensatorów elektrolitycznych. Mechanizm podwójnej warstwy nie był w tym czasie znany, więc Becker stwierdził: „Nie jest do końca wiadomo co dokładnie dzieje się w komponentach użytych do gromadzenia energii, ale prowadzi to do ogromnie dużej pojemności”.
W 1966 roku badacze z Standard Oil of Ohio (SOHIO) opracowali inną wersję komponentu zwaną jako „aparat do magazynowania energii elektrycznej”, podczas pracy nad eksperymentalnym projektem ogniwa paliwowego. Natura elektrochemicznego gromadzenia energii nie została opisana w patencie. Wczesne kondensatory elektrochemiczne składały się z dwóch aluminiowych folii pokrytych węglem aktywnym, będącymi elektrodami nasączonymi elektrolitem i oddzielonych cienką warstwą porowatego izolatora. Ten model zapewniał kondensatorowi pojemność na poziomie jednego farada, a więc znacząco większą niż kondensatory elektrolityczne o tych samych rozmiarach. Ta podstawowa konstrukcja jest podstawą większości elektrolitycznych kondensatorów.

## Klasyfikacja
W ostatnich latach rozwinęły się dwa typy konstrukcji superkondensatorów: zwijane oraz składane. Główna różnica między nimi polega na tym, że składane mają mniejszą gęstość energii, znacznie większą moc, czyli możliwość pracy z wielkimi prądami oraz niskie straty. Pod względem budowy można wyróżnić kondensatory symetryczne i asymetryczne. W symetrycznych obydwie elektrody są zbudowane z porowatego węgla aktywnego, są ładowane i rozładowywane przez odwracalną adsorpcję jonów. W asymetrycznych występuje tylko jedna elektroda z węgla aktywnego, druga jest baterią. Cykl ładowania i rozładowania odbywa się przez odwracalną redukcję i utlenianie. Kondensatory asymetryczne charakteryzują się większą pojemnością.

## Technologia
Technologia superkondensatorów jest oparta na wykorzystaniu węgli aktywnych, grafenu lub węglowych aerożeli. Węgle aktywne wykazują dobre własności porowate, nawet do 2500 m²/g oraz wykorzystane są do konstrukcji elektrod o dużej powierzchni właściwej. Produkowane są zestawy złożone z połączonych szeregowo superkondensatorów na różne napięcia znamionowe od 14 V do 700 V, dlatego znajdują szerokie zastosowanie w energetyce.

## Zalety
- Bardzo duża szybkość ładowania/rozładowania (w porównaniu do baterii i akumulatorów)
- Niewielka degradacja właściwości przy wielokrotnym rozładowaniu i ładowaniu (nawet do miliona cykli)
- Duża sprawność (84–95%)[1]
- Niewielka toksyczność użytych materiałów
- Szeroki zakres temperatury pracy od −40 °C do +60 °C
- Niski koszt na jednostkę pojemności
- Nie wymagają konserwacji
- Bezobsługowe
- Niskie koszty eksploatacyjne
- Można je bez szkody rozładować do zera

## Wady
- Ilość zgromadzonej energii na jednostkę masy urządzenia jest ciągle o rząd wielkości niższa (5 Wh/kg) niż dla źródeł chemicznych (40 Wh/kg).
- Zmienna wartość napięcia na zaciskach superkondensatora (napięcie spada wykładniczo przy rozładowaniu). W celu efektywnego wykorzystania energii niezbędne są skomplikowane układy energoelektroniczne.
- Małe dopuszczalne napięcie pracy 2-3 V.
- Szybsze samorozładowanie (w porównaniu do baterii i akumulatorów).

## Zastosowania
Superkondensatory są coraz częściej stosowane równolegle z innymi źródłami energii (np. ogniwami paliwowymi) w celu krótkotrwałego dostarczania mocy szczytowej, co pozwala na znaczne zmniejszenie rozmiarów całego układu. Próby z takimi rozwiązaniami przeprowadzane są m.in. w prototypach samochodów hybrydowych, pojazdów elektrycznych lub do wspomagania zasilania robotów. 
Rozwijane są także prace badawcze i projekty wdrożeniowe nad zastosowaniem superkondensatorów do magazynowania elektrycznej energii odnawialnej (także w samochodach elektrycznych).
Supekondensatory stosowane są również jako źródła zasilania ciągłego w urządzeniach o niewielkiej mocy: pamięciach komputerowych, elektrycznych szczoteczkach do zębów itp. Ważną rolę odgrywają w tzw. UPS-ach, czyli systemach zasilania gwarantowanego, które zabezpieczają przed skutkami nieciągłości dostawy energii elektrycznej.
Najważniejsze zastosowanie znajdują w transporcie w tzw. układzie KERS, czyli procesie hamowania rekuperacyjnego – odbierają do przechowania energię pozyskaną podczas hamowania, co znacznie zwiększa sprawność energetyczną pojazdu i redukuje zanieczyszczanie powietrza. Ocenia się, że zatrzymywanie silnika i hamowanie regeneracyjne zmniejsza zużycie paliwa do 15%, a zmniejszenie emisji zanieczyszczeń powietrza przekracza 90%. W ten sposób także „oszczędzamy” akumulator, przedłużając jego żywotność. Świetnie sprawdziłyby się w ruchu miejskim, gdyż tam dominują manewry częstego zatrzymywania się i ruszania. Sprawdzają się również w coraz popularniejszych pojazdach elektrycznych i hybrydowych. Ultrakondensatory służą również do oszczędzania energii w pojazdach, pozwalając wyłączyć silnik po zatrzymaniu pojazdu i następnie błyskawicznie go uruchomić. Poza układem napędowym superkondensatory wspomagać mogą inne funkcje pojazdu, jak np. wspomaganie kierownicy, elektryczne ogrzewanie czy zasilanie podczas postoju (światło, radio). 